# Équipe de Tchéquie de football à la Coupe des confédérations 1997
L'équipe de Tchéquie de football participe pour la première fois à la Coupe des confédérations en 1997. Le tournoi se déroule en Arabie saoudite du 12 au 21 décembre 1997. La Tchéquie représente la confédération européenne (UEFA) en tant que finaliste de l'Euro 1996).

## Résultats

### Premier tour
|   | Équipe              | Pts | J | G | N | P | BP | BC | Diff |
| - | ------------------- | --- | - | - | - | - | -- | -- | ---- |
| 1 | Uruguay             | 9   | 3 | 3 | 0 | 0 | 8  | 4  | +4   |
| 2 | Tchéquie            | 4   | 3 | 1 | 1 | 1 | 9  | 5  | +4   |
| 3 | Émirats arabes unis | 3   | 3 | 1 | 0 | 2 | 2  | 8  | -6   |
| 4 | Afrique du Sud      | 1   | 3 | 0 | 1 | 2 | 5  | 7  | -2   |

| 13 décembre 1997 | Tchéquie | 2 | 2 | Afrique du Sud      |
| 15 décembre 1997 | Uruguay  | 2 | 1 | Tchéquie            |
| 17 décembre 1997 | Tchéquie | 6 | 1 | Émirats arabes unis |

| 13 décembre 1997                  | Tchéquie        | 2 - 2 | Afrique du Sud               | Stade International Roi Fahd, Riyad              |                                                  |
| 20:00 · Historique des rencontres | Šmicer 19e, 40e |       | Augustine 39e · Mkhalele 86e | Spectateurs : 7 500 Arbitrage : Javier Castrilli | Spectateurs : 7 500 Arbitrage : Javier Castrilli |
| 20:00 · Historique des rencontres | (Rapport)       |       |                              | Spectateurs : 7 500 Arbitrage : Javier Castrilli | Spectateurs : 7 500 Arbitrage : Javier Castrilli |

| 15 décembre 1997                  | Uruguay                    | 2 - 1 | Tchéquie  | Stade International Roi Fahd, Riyad       |                                           |
| 20:00 · Historique des rencontres | Olivera 26e · Zalayeta 88e |       | Siegl 89e | Spectateurs : 9 000 Arbitrage : Saad Mane | Spectateurs : 9 000 Arbitrage : Saad Mane |
| 20:00 · Historique des rencontres | (Rapport)                  |       |           | Spectateurs : 9 000 Arbitrage : Saad Mane | Spectateurs : 9 000 Arbitrage : Saad Mane |

| 17 décembre 1997                  | Tchéquie                                                 | 6 - 1 | Émirats arabes unis | Stade International Roi Fahd, Riyad         |                                             |
| 17:50 · Historique des rencontres | Obaid 11e (csc) · Nedved 22e, 31e · Šmicer 42e, 68e, 71e |       | Al-Talyani 78e      | Spectateurs : 8 000 Arbitrage : René Ortube | Spectateurs : 8 000 Arbitrage : René Ortube |
| 17:50 · Historique des rencontres | (Rapport)                                                |       |                     | Spectateurs : 8 000 Arbitrage : René Ortube | Spectateurs : 8 000 Arbitrage : René Ortube |

### Demi-finale
| 19 décembre 1997                  | Brésil | 2 - 0   | Tchéquie | Stade International Roi Fahd, Riyad                 |                                                     |
| 15:15 · Historique des rencontres | Romário 54e · Ronaldo 83e |         | | Spectateurs : 28 000 Arbitrage : Lucien Bouchardeau | Spectateurs : 28 000 Arbitrage : Lucien Bouchardeau |
| 15:15 · Historique des rencontres | (Rapport) |         | | Spectateurs : 28 000 Arbitrage : Lucien Bouchardeau | Spectateurs : 28 000 Arbitrage : Lucien Bouchardeau |
| 15:15 · Historique des rencontres | Dida - Cafu 24e, Aldair 35e, Junior Baiano 20e ( 70e Gonçalves), Dunga 77e - Roberto Carlos, Flavio Conceicao ( 87e Cesar Sampaio), Leonardo ( 45e Denilson), Juninho Paulista - Ronaldo, Romário | Équipes | Srnicek - Hornak ( 82e Poborský), Vlcek 64e, Nemec 68e, Svoboda - Šmicer, Lasota, Bejbl ( 89e Kozel), Nedved 7e ( 73e Ulich)- Kuka, Rada | Spectateurs : 28 000 Arbitrage : Lucien Bouchardeau | Spectateurs : 28 000 Arbitrage : Lucien Bouchardeau |

### Match pour la3eplace
| 21 décembre 1997                  | Tchéquie | 1 - 0   | Uruguay | Stade International Roi Fahd, Riyad                 |                                                     |
| 17:50 · Historique des rencontres | Lasota 63e |         | | Spectateurs : 27 000 Arbitrage : Lucien Bouchardeau | Spectateurs : 27 000 Arbitrage : Lucien Bouchardeau |
| 17:50 · Historique des rencontres | (Rapport) |         | | Spectateurs : 27 000 Arbitrage : Lucien Bouchardeau | Spectateurs : 27 000 Arbitrage : Lucien Bouchardeau |
| 17:50 · Historique des rencontres | Srnicek - Fukal 78e, Vlcek, Nemec 34e, Svoboda 29e - Šmicer ( 78e Poborský 83e, Lokvenc ( 88e Hornak), Bejbl ( 58e Lasota), Nedved- Kuka, Rada | Équipes | Flores - Diego Lopez ( 67e Hernandez), Montero, Méndez, De los Santos - Adinolfi, Pablo Garcia, Vespa ( 79e Dario Silva 90e), Olivera 35e - Zalayeta, Recoba | Spectateurs : 27 000 Arbitrage : Lucien Bouchardeau | Spectateurs : 27 000 Arbitrage : Lucien Bouchardeau |

## Effectif
Sélectionneur :  Dušan Uhrin
| No. | Pos.      | Joueur            | Date de naissance et âge | Sélec. | Club                |
| --- | --------- | ----------------- | ------------------------ | ------ | ------------------- |
| 1   | Gardien   | Pavel Srníček     | 10 mars 1968             |        | Newcastle United FC |
| 2   | Défenseur | Ivo Ulich         | 5 septembre 1974         |        | Slavia Praha        |
| 3   | Défenseur | Luboš Kozel       | 16 mars 1971             |        | Slavia Praha        |
| 4   | Milieu    | Pavel Nedvěd      | 30 août 1972             |        | SS Lazio            |
| 5   | Défenseur | Michal Horňák     | 28 avril 1970            |        | Slavia Praha        |
| 6   | Milieu    | Zdeněk Svoboda    | 20 mai 1972              |        | Sparta Prague       |
| 7   | Milieu    | Jiří Němec (c)    | 16 mai 1966              |        | Schalke 04          |
| 8   | Attaquant | Karel Poborský    | 30 mars 1972             |        | Manchester United   |
| 9   | Attaquant | Pavel Kuka        | 19 juillet 1968          |        | Kaiserslautern      |
| 10  | Attaquant | Horst Siegl       | 15 février 1969          |        | Sparta Prague       |
| 11  | Milieu    | Radek Bejbl       | 29 août 1972             |        | Atlético Madrid     |
| 12  | Défenseur | Karel Rada        | 2 mars 1971              |        | Trabzonspor         |
| 13  | Défenseur | Petr Vlček        | 18 octobre 1973          |        | SK Slavia Praha     |
| 14  | Milieu    | Radek Slončík     | 29 mai 1973              |        | Baník Ostrava       |
| 15  | Défenseur | Edvard Lasota     | 7 mars 1971              |        | Slavia Praha        |
| 16  | Attaquant | Vratislav Lokvenc | 27 septembre 1973        |        | Sparta Prague       |
| 17  | Milieu    | Vladimír Šmicer   | 24 mai 1973              |        | Lens                |
| 18  | Défenseur | Milan Fukal       | 16 mai 1975              |        | Jablonec            |
| 19  | Milieu    | Martin Frýdek     | 9 mars 1969              |        | Leverkusen          |
| 20  | Gardien   | Ladislav Maier    | 4 janvier 1966           |        | Slovan Liberec      |

## Navigation